# Huang Junxia
Huang Junxia, född den 3 september 1975 i Panshi, Kina, är en kinesisk landhockeyspelare.
Hon tog OS-silver i damernas landhockeyturnering i samband med de olympiska landhockeytävlingarna 2008 i Peking.